# ډ
Ddal (ډ) – litera rozszerzonego alfabetu arabskiego, wykorzystywana w językach: paszto i ormuri. Używana jest do oznaczenia dźwięku [ɖ], tj. spółgłoski zwartej z retrofleksją dźwięcznej.

## Postacie litery
| Postać: | izolowana | końcowa | środkowa | początkowa |
| ------- | --------- | ------- | -------- | ---------- |
| Wygląd: | ډ‬         | ـډ‬      | ـډ‬       | ډ‬          |

## Kodowanie
| Znak                   | ډ                           | ډ                           |
| ---------------------- | --------------------------- | --------------------------- |
| Nazwa w Unikodzie      | Arabic Letter Dal with ring | Arabic Letter Dal with ring |
| Kodowanie              | dziesiątkowo                | szesnastkowo                |
| Unicode                | 1673                        | U+0689                      |
| UTF-8                  | 218 137                     | da 89                       |
| Odwołania znakowe SGML | &#1673;                     | &#x0689;                    |